# Taniele Gofers
Taniele Gofers (Sydney, 12 giugno 1985) è una pallanuotista australiana, vincitrice di una medaglia di bronzo ai giochi olimpici di Pechino 2008.